# 9258 Johnpauljones
9258 Johnpauljones è un asteroide della fascia principale. Scoperto nel 1973, presenta un'orbita caratterizzata da un semiasse maggiore pari a 2,1492750 au e da un'eccentricità di 0,1140857, inclinata di 1,48084° rispetto all'eclittica.
Il nome deriva dall'ammiraglio John Paul Jones.